# Engyprosopon latifrons
Engyprosopon latifrons is een straalvinnige vissensoort uit de familie van botachtigen (Bothidae). De wetenschappelijke naam van de soort was oorspronkelijk Scaeops latifrons en is voor het eerst geldig gepubliceerd in 1908 door Charles Tate Regan. De soort werd meerdere malen gevangen tijdens de Percy Sladen Trust Expedition naar de Indische Oceaan in 1905, onder meer in de Maldiven, de Seychellen en Cargados Carajos.